# LEO-Center

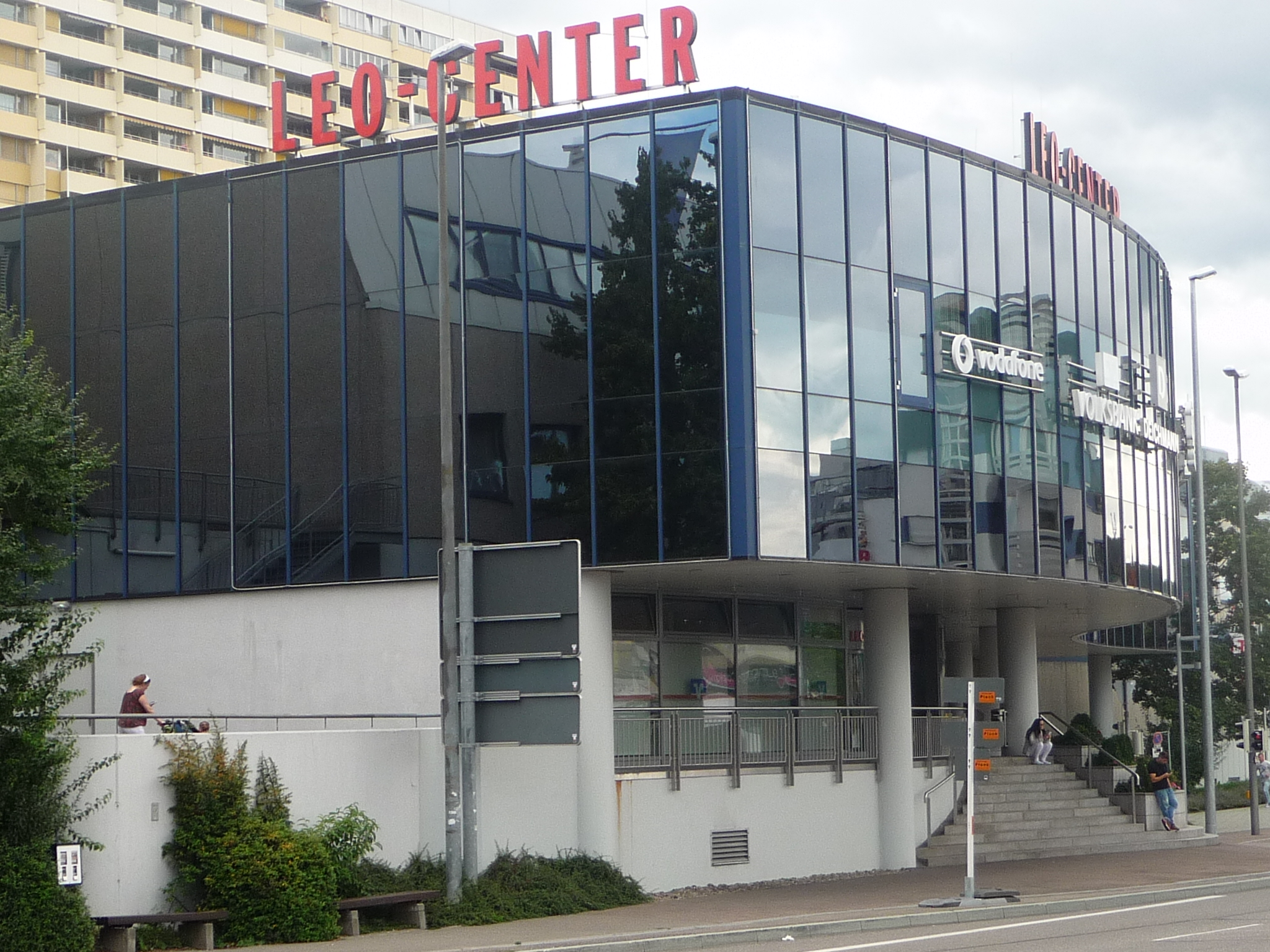
Ingang aan de Neuköllner Platz

Het LEO-Center is een winkelcentrum in Leonberg in het Duitse Baden-Württemberg. Het centrum werd geopend in 17 oktober 1973.
Het LEO-Center is gelegen in de wijk "Neue Stadtmitte" van Leonberg. Na een bouwtijd van vier jaar werd het LEO-Center aan de Neuköllner Platz in 1973 geopend en is sindsdien een centraal punt in de stad. Tussen 1994 en 1995 werd het winkelcentrum gemoderniseerd en grondig geherstructureerd. Op een totaal van 27.000m² vierkante meter zijn er 90 winkels, waaronder een filiaal van Galeria Karstadt en Saturn.
Het winkelcentrum bestaat uit een begane grond, kelder en eerste verdieping. Het geïntegreerde warenhuis van Galeria Karstadt telt vier verdiepingen. De bovenverdieping van het winkelcentrum biedt minder vloeroppervlak dan de begane grond door een atrium. Tussen de twee gangen op de bovenverdieping, die voornamelijk door cafés worden gebruikt, zijn overgangen gemaakt. Sinds 2004 is ongeveer de helft van de winkels verbouwd en de verkoopruimte gemoderniseerd.
Naast het winkelcentrum zijn er twee grote parkeergarages met 1.100 parkeerplaatsen.
Het winkelcentrum wordt beheerd door ECE Projektmanagement.